# Oberschlinder
Oberschlinder (en luxembourgeois : Iewescht Schlënner ) est une localité de la commune luxembourgeoise du Parc Hosingen située dans le canton de Clervaux.